# Pierre de Cerisay
Cet article possède un paronyme, voir Pierre II de Cerisay.
Pour les articles ayant des titres homophones, voir Cerisay et Cerizay.
 (décembre 2012).
Si vous disposez d'ouvrages ou d'articles de référence ou si vous connaissez des sites web de qualité traitant du thème abordé ici, merci de compléter l'article en donnant les références utiles à sa vérifiabilité et en les liant à la section « Notes et références ».
Pierre de Cerisay dit « l'Aîné » ou encore « Pierre Ier de Cerisay », mort en 1507, est un homme d'Église français des XVe et XVIe siècles. Il est le frère aîné de Guillaume de Cerisay.

## Biographie
Pierre de Cerisay est chanoine d'Angers. 
En 1469, il devient doyen de l'église Saint-Germain-l'Auxerrois de Paris. En tant que doyen ecclésiastique, il participe au projet de rénovation de l'église Saint-Germain-l'Auxerrois (construction du second collatéral, des chapelles du flanc droit du chœur et des chapelles de l'abside). La même année, Pierre de Cerisay devient conseiller au Parlement[Lequel ?].
En 1472, par arrêté royal, le roi Louis XI envoie Pierre de Cerisay, conseiller au parlement, prendre possession de la seigneurie de Saint-Laurent-des-Mortiers en Anjou, près de Château-Gontier, dans la Mayenne angevine. 
En 1502, Pierre de Cerisay, par sa propre résignation comme doyen, est remplacé par Louis du Bellay, le 1er mars 1502, archidiacre de Paris, cousin du vicaire général de Jean du Bellay, cardinal et évêque de Paris.
En 1507, Pierre de Cerisay peu de temps avant sa mort, se démit de son canonicat de l'Église de Paris. Il meurt la même année.